# برين كيد
برين كيد (بالإنجليزية: Brian Kidd) مواليد 29 مايو 1949 في مانشستر، إنجلترا، هو لاعب كرة قدم إنجليزي دولي سابق كان يلعب كمهاجم. لعب خلال مسيرته 545 مباراة سجل خلالها 215 هدفاً.

## مرحلة الشباب

### أندية لعب لها
- مانشستر يونايتد

## المسيرة الاحترافية

### أندية لعب لها
- مانشستر يونايتد
- نادي أرسنال
- مانشستر سيتي
- نادي إيفرتون
- بولتون واندررز

## روابط خارجية
- برين كيد على موقع الاتحاد الأوربي (الإنجليزية)
- برين كيد على موقع قاعدة بيانات كرة القدم.إي يو (الإنجليزية)
- برين كيد على موقع ناشيونال فوتبول تيمز (الإنجليزية)
- برين كيد على موقع Soccerbase.com (لاعب) (الإنجليزية)
- برين كيد على موقع Soccerbase.com (مدرب) (الإنجليزية)